# German Apoechtin
German Apoechtin (Russisch:  Герман Николаевич Апухтин) (Moskou, 12 juni 1936 – aldaar, 2003) was een voetballer uit de Sovjet-Unie.

## Biografie
Apoechtin begon zijn carrière bij Lokomotiv Moskou. In 1957 ging hij naar CSK MO Moskou, dat in 1960 de naam CSKA aan nam. Hij eindigde twee keer derde met de club. Zijn carrière beëindigde bij kleinere clubs.
Op 1 juni 1957 debuteerde hij voor het nationale elftal in een vriendschappelijke wedstrijd tegen Roemenië. Hij nam deel aan het WK 1958. Hij zat ook in de selectie die het allereerste EK won in 1960, maar werd hier niet ingezet. Hierna speelde hij nog twee vriendschappelijke wedstrijden.